# Calamity Jane (film)
Calamity Jane is een Amerikaanse film uit 1953 onder regie van David Butler met in de hoofdrollen Doris Day en Howard Keel.
De film is losjes gebaseerd op het leven van Martha Jane Cannary Burke beter bekend als Calamity Jane (1852 - 1903), die werkte als verkenner (scout) voor het Amerikaanse leger en bevriend was met onder andere Wild Bill Hickok. Volgens de overlevering was ze betrokken bij gevechten met indianenstammen en zou ze gediend hebben onder generaal Custer.
Calamity Jane werd geproduceerd als het antwoord van studio Warner Brothers op het succes van de MGM-filmmusical Annie Get Your Gun. Ook Calamity Jane was een succes in de bioscopen en kreeg een Oscar in de categorie Beste Originele Liedje voor Secret Love.

## Verhaal
Calamity Jane is een gevreesde vrouw in het wilde westen. Ze reist naar Deadwood City waar ze in contact komt met Wild Bill Hickok. 's Avonds gaan ze naar een saloon, maar het publiek is boos wanneer de zangeres die zou moeten optreden een man blijkt te zijn in travestie. Jane belooft aan iedereen dat ze de beroemde zangeres Adelaid Adams uit Chicago zal halen voor een optreden. Aangekomen in Chicago, ziet Jane een vrouw in de kleren van Adelaid. Het is echter niet de zangeres, maar haar kamermeisje Katie Brown. Katie weet Jane te overtuigen dat zij Adelaid is en reist met haar naar Deadwood. Al snel komt het publiek erachter dat Katie niet Adelaid is en er dreigt een oproer in de saloon. Jane verdedigt echter Katie en laat haar zingen. Het optreden wordt een succes en al snel wordt Katie aanbeden door Deadwood. Jane en Katie worden vriendinnen en begeven zich in het uitgaansleven van de stad. Daar ontmoeten ze Will Bill en diens vriend luitenant Danny Gilmartin. Jane is al een tijdje verliefd op de luitenant die ze ooit heeft gered tijdens een indianenaanval. Ze moet echter machteloos toezien dat Katie en Danny verliefd op elkaar worden. Er ontstaat nu een ruzie tussen Katie en Jane in de saloon en de laatste stormt woedend naar buiten. Ze wordt opgevangen door Wild Bill die haar probeert te kalmeren. Het eindigt ermee dat Bill en Jane elkaar zoenen en verliefd worden. Als Jane terugkeert naar de saloon blijkt dat Kathy is teruggekeerd naar Chicago. Jane rijdt de postkoets achterna en vertelt Katie dat ze niet langer verliefd is op Danny. Katie gaat mee terug en de twee koppels maken er een dubbelhuwelijk in Deadwood van.

## Rolverdeling
| Acteur            | Personage        |
| ----------------- | ---------------- |
| Doris Day         | Calamity Jane    |
| Howard Keel       | Wild Bill Hickok |
| Allyn Ann McLerie | Katie Brown      |
| Philip Carey      | Danny Gilmartin  |
| Dick Wesson       | Francis Fryer    |
| Paul Harvey       | Henry Miller     |
| Gale Robbins      | Adelaid Adams    |

## Muziek
De volgende liedjes zijn in de film te horen, de muziek is van Sammy Fain en de teksten van Paul Francis Webster:
- "Calamity Jane: The Myth, The Woman, The Legend"
- "The Deadwood Stage (Whip-Crack-Away!)"
- "I Can Do Without You"
- "It's Harry I'm Planning to Marry"
- "Just Blew in from the Windy City"
- "Hive Full of Honey"
- "My Heart Is Higher Than a Hawk (Deeper Than a Well)"
- "A Woman's Touch"
- "The Black Hills of Dakota"
- "Secret Love"

Het nummer Secret Love werd door Doris Day in een take opgenomen. Het werd later op single uitgebracht en werd een grote hit. Tijdens de Oscaruitreiking kreeg het nummer een Oscar voor Beste originele liedje.

## Historisch verantwoording
Calamity Jane heeft echt bestaan, maar al tijdens haar leven kwamen er diverse mythen over haar leven in omloop. Een van de bronnen van al die fantastische verhalen was de dame in kwestie zelf. Calamity Jane vertelde graag verhalen over haar expedities onder generaal George Armstrong Custer, zoals de strafexpedities tegen indianenstammen in Arizona. Maar volgens historische bronnen is Calamity Jane nooit in Arizona geweest. Haar liefdesaffaire met Wild Bill Hickok staat centraal in de film, maar het is maar de vraag of zij en Hickok ooit meer zijn geweest dan kennissen. Ze waren zeker niet getrouwd en sommige bronnen beweren zelfs dat Hickok een hekel aan haar had. Calamity Jane was wel aanwezig in Deadwood en was ook in het echt verliefd op Hickok. Nadat Hickok was doodgeschoten tijdens een spelletje poker in 1876 beweerde Calamity Jane dat ze zijn vrouw was. Ze zei ook dat hij de vader was van haar driejarige dochter. Er zijn echter nooit bewijzen gevonden van een huwelijk of Hickoks vaderschap.

## Achtergrond
In 1950 was de première van de filmmusical "Annie Get Your Gun" over een andere westernlegende Annie Oakley. De film was een groot succes, tot grote ergernis van Jack Warner het hoofd van Warner Bros.. Hij had de rechten van "Annie Get Your Gun" voor Doris Day willen kopen om haar te lanceren als ster. Warner was echter te laat. Hij besloot toen om een andere vrouw uit het Wilde Westen op te voeren in een musical. Zijn tekstschrijvers gingen aan de gang en bedachten een verhaal rond Calamity Jane en Wild Bill Hickok. Warner liet de hoofdrol speciaal voor Doris Day schrijven. Day stond sinds 1948 bij Warner onder contract en had al opgetreden in diverse filmmusicals van Warner als "Starlift", "The West Point Story", "On Moonlight Bay", "By the Light of the Silvery Moon", en "Tea For Two". Ze had het imago van het maagdelijke en frisse buurmeisje, de ideale schoondochter. Warner wilde haar graag later uitgroeien tot een topster en hij deed alles om de musical een succes te maken. Hij leende zelfs Howard Keel van MGM als Days tegenspeler. Keel, een bariton, was de tegenspeler geweest van Betty Hutton in "Annie Get Your Gun". MGM die een beetje met Keel in hun maag zaten leenden hem graag uit aan Warner. Doris Day toonde zich echter weinig dankbaar voor alle inspanningen van Warner. Een jaar na "Calamity Jane" verlengde ze haar contract met Warner Bros niet en ging haar eigen weg. Bij de start van de productie speelde Doris Day zoals ze dat altijd deed en sprak ze haar teksten met haar normale stem. Toen echter de eerste ruwe opnames werd vertoond zag Day zichzelf als een ruwe vrouw, gekleed in dierenvellen en een geitenleren broek. Ze schrok van haar eigen stem, die wel erg meisjesachtig klonk bij deze verschijning. De volgende morgen oefende ze om haar stem lager te laten klinken.